# الروح غير المنكسرة (فلم)
الروح غير المنكسرة (بالإنجليزية: The Unbroken Spirit) وعُرض في المسارح وقاعات السينما باسم مونيكا وانغو وامويري: الروح غير المنكسرة (بالإنجليزية: Monica Wangu Wamwere: The Unbroken Spirit)، هُو فيلم وثائقي درامي أخرجته جين مونيني موراغو وأنتجته دانيال ريان. تدور أحداث الفيلم حول امرأة شجاعة تُدعى مونيكا وانغو وامويري، بحيث تُسجن هذه الأخيرة هي وأولادها الثلاثة.
عُرض الفيلم في العديد من المهرجانات السينمائية.